# Krzysztof Matyjaszczyk

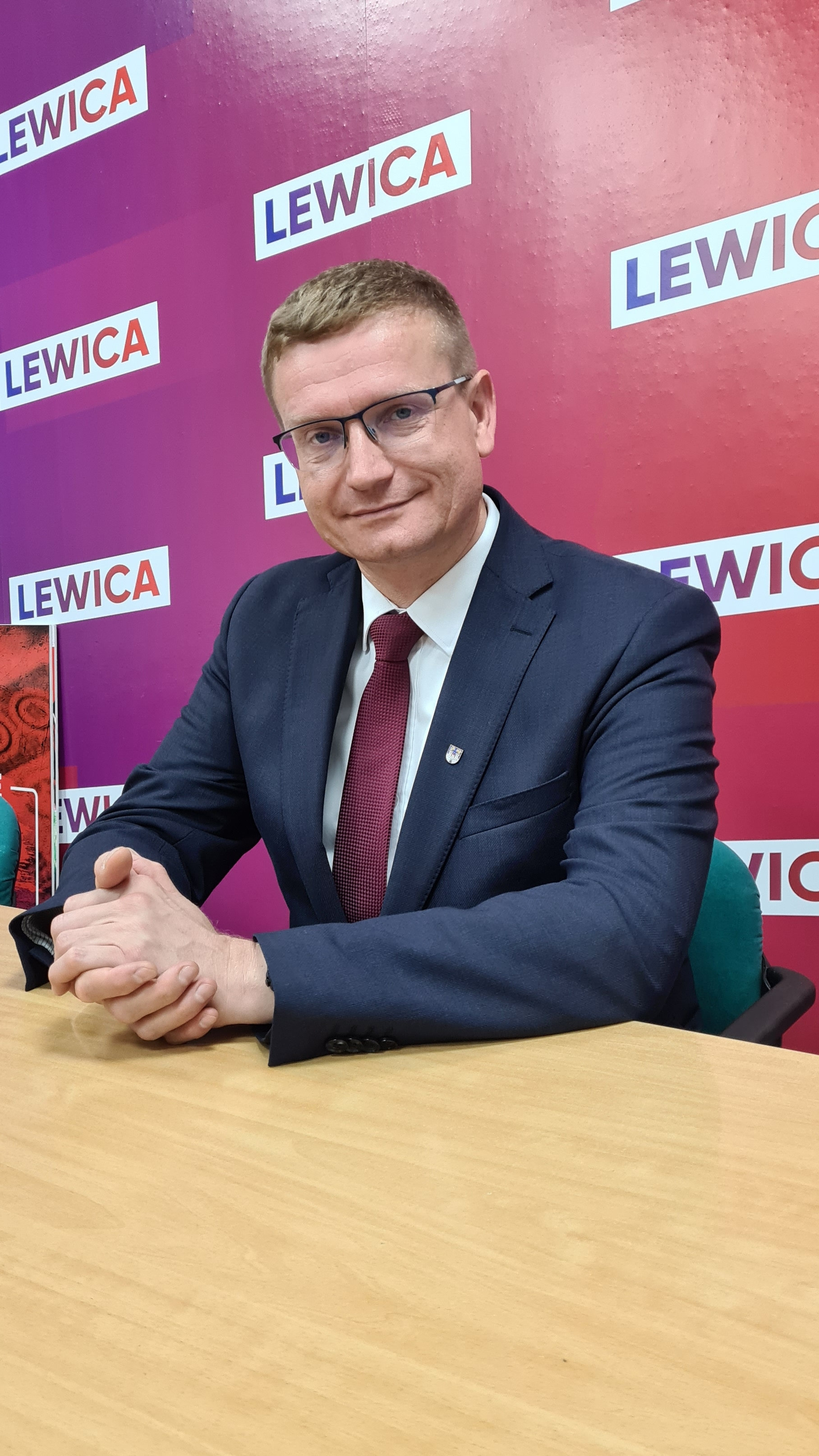
Krzysztof Matyjaszczyk, 2022

Krzysztof Adam Matyjaszczyk (* 27. Mai 1974 in Radomsko) ist ein polnischer Politiker, Kommunalbeamter und von 2007 bis 2010 Abgeordneter des Sejm.
Er machte 1999 einen Abschluss an der Technischen Universität Częstochowa. Er gehört dem Sojusz Lewicy Demokratycznej (Bund der Demokratischen Linken – SLD) an. Er arbeitete als Vertreter des Starostwo-Leiters im Powiat Częstochowski.
In den Parlamentswahlen 2007 wurde er über die Liste der Lewica i Demokraci (Linke und Demokraten – LiD) mit 16.432 Stimmen für den Wahlkreis Częstochowa in den Sejm gewählt. Er war Mitglied der Sejm-Kommission für Öffentliche Finanzen.
Am 22. April 2008 wurde er Mitglied der neu gegründeten Fraktion Lewica.
Seit 2010 ist er Stadtpräsident von Częstochowa. Bei der turnusgemäßen Wahl 2018 wurde er bereits im ersten Wahlgang mit 59,8 % der Stimmen vor Artur Warzocha von der PiS, der 25,5 % der Stimmen erhielt, und vier weiteren Kandidaten gewählt. Bei den Selbstverwaltungswahlen 2024 musste er nach 31,9 % der Stimmen im ersten Wahlgang in die Stichwahl, in der er sich mit 57,8 % der Stimmen gegen Monika Pohorecka (PiS) durchsetzen konnte.